# NATO Rapid Deployable Corps – Italy
NATO Rapid Deployable Corps – Italy (dobesedno slovensko Natov hitronamestitveni korpus - Italija; kratica NRDC-IT) je mednarodna vojaška enota, ki deluje v okviru zveze NATO. Primarna država je Italija, ki v miru prispeva skoraj tri četrtine osebja. Deluje kot ena od petih kopenskih enot visoke pripravljenosti (High Readiness Forces (Land)).

## Zgodovina
Sam korpus temelji na reorganiziranem 3. korpus Italijanske kopenske vojske.
Do sedaj je korpus opravil naslednje vojaške vaje:
- Lion Start (05.-08.02.2002, Solbiate Olona)
- Spear Head (16.-25-04.2002, Ramstein, Nemčija)
- Hot Red Fire (11.-14.06.2002, Solbiate Olona, Turbigo, La Conigliera)
- Eagle Flight (02.09.-15.10.2002, Civitavecchia)
- Light Ship (03.-13.12.2002, Civitavecchia)
- Sharp Dagger (21.04.-02.05.2003, Wildflecken, Nemčija)
- Northern Light (15.-26-09.2003, Luce Bay, Škotska)
- Roman Warrior (10.-27.11.2003, Solbiate Olona, Varese)
- Eagle Landing (15.03.-02.04.2004, Legnano, Novara, Solbiate Olona)
- Allied Action (01.05.-08.06.2004, Civitavecchia in Monteromano)
- Eagle Recce (27.-31.07.2004, Cameri, Vergiate, Solbiate Olona)
- Destined Glory (28.09.-15.10.2004, Cagliari in Capo Teulada)
- Ready to Move (25.10.-26.11.2004, Solbiate Olona)
- Eagle Focus 1-2-3 (25.01.-28.02.2005, Solbiate Olona)
- Eagle Action (06.-14.05.2005, Solbiate Olona)
- Eagle Thunder (07.-23.06.2005, Stavanger, Norveška)

Avgusta 2005 je korpus prevzel poveljstvo ISAF 8. Misija v Afganistanu se je iztekla maja 2006.

## Organizacija
- poveljstvo
- Komunikacijska brigada (neposredno podrejena korpusu ves čas)

Korpus, v primeru splošne mobilizacije, doseže število 60.000 pripadnikov v 4 divizijah.
Uradni jezik korpusa je angleščina.

## Države članice
- Bolgarija (28. julij 2005; 0,4 % štabnega osebja)
- Grčija (3,2 % štabnega osebja)
- Italija (71,8 % štabnega osebja)
- Madžarska (4 % štabnega osebja)
- Nemčija (2,4 % štabnega osebja)
- Nizozemska (0,8 % štabnega osebja)
- Poljska (0,8 % štabnega osebja)
- Portugalska (0,8 % štabnega osebja)
- Slovenija (3. maj 2006)
- Španija (2,8 % štabnega osebja)
- Turčija (0,8 % štabnega osebja)
- ZDA (5,6 % štabnega osebja)
- Združeno kraljestvo (6,9 % štabnega osebja)

## Poveljstvo
Poveljniki
- korpusni general Fabrizio Castagnetti (19. marec 2002 - 2004)
- korpusni general Mauro Del Vecchio (2004 - 2007)
- korpusni general Giuseppe Emilio Gay (2007 - 2008)
- korpusni general Gian Marco Chiarini (2008 - 2011)
- korpusni general Giorgio Battisti (2011 - danes)[3]

Namestniki poveljnika
- generalmajor The Honourable Seymour Monro, CBE (19. november 2001 - 2003)
- generalmajor Roger Lane (november 2003 - 2006)
- generalmajor David R. Bill (2006 - 2008)
- generalmajor David Capewell (2008 - 2010)
- generalmajor Tom A. Beckett (julij 2010 - danes)[4]

Načelniki štaba
- brigadni general Marco Chiarini (maj 2001 - 20. marec 2003)
- divizijski general Luigi Pellegrino (20. marec 2003 - 15. maj 2006)
- divizijski general Giuseppino Vaccino (15. maj 2006 - 2009)
- divizijski general ? (2009 - 2010)
- divizijski general Leonardo di Marco (2010 - danes)